# Skosyrskaja
Skosyrskaja (in russo Скосырская?) è un stanica della Russia europea, situata nell'Oblast' di Rostov.